# پرچم بنین
طرح کنونی پرچم بنین نخست در ۱۶ نوامبر ۱۹۵۹ هنگامی که آن کشور با نام جمهوری داهومی به استقلال رسید تصویب و این پرچم در ۱ اوت ۱۹۶۰ برافراشته شد. اما با روی کار آمدن حکومت مارکسیستی در ۱۹۷۵ و تشکیل جمهوری خلق بنین، پرچم دیگری با زمینهٔ سبز و ستارهٔ سرخ که برگرفته از رنگ‌های حزب مارکسیستی-لنینیستی حاکم (زمینهٔ قرمز با ستارهٔ سبز) بود جایگزین آن شد. با محو مارکسیسم-لنینیسم و تشکیل جمهوری بنین، بار دیگر استفاده از همان پرچم سال ۱۹۶۰ در ۱ اوت ۱۹۹۰ به تصویب رسید.

## مشخصات پرچم
پرچم کنونی بنین دارای تناسب ۲ به ۳ بوده و از یک نوار عمودی سبزرنگ و دو نوار افقی زرد و قرمزرنگ تشکیل شده است. رنگ‌های به کار رفته در پرچم رنگ‌هایی پان-آفریقایی هستند و معانی زیر را دارند:
- سبز: امید و احیا
- زرد: ثروت کشور
- قرمز: شجاعت اجداد